# Харткес, Вильгельм
Иоганн Фридрих Вильгельм Харткес (в старых русских источниках Гарткэз, нем. Johann Friedrich Wilhelm Hartkäs; 10 марта 1805, Беннунген — 12 сентября 1882, Берлин) — немецкий органист.
Сын органиста. Учился в лицее во Франкенхаузене, затем в 1826—1829 годах в берлинском Институте церковной музыки у Эдуарда Греля, Августа Вильгельма Баха и Бернгарда Клейна, занимался также виолончелью под руководством Иоганна Фридриха Кельца.
На протяжении 1830-х гг. преподавал, работал органистом в различных берлинских церквях. С 1839 года и до конца жизни титулярный органист берлинской Церкви Святой Елизаветы.
Автор небольших церковных и вокальных сочинений. Дописал скрипичную партию к шести фортепианным сонатинам Муцио Клементи (1850). На протяжении всей жизни продолжал преподавательскую деятельность, среди его учеников Жан Луи Никоде.